# ویلو اسپرینگ (میزوری)
ویلو اسپرینگ (به انگلیسی: Willow Springs) یک شهر در ایالات متحده آمریکا است که در شهرستان هوول، میزوری واقع شده‌است. ویلو اسپرینگ ۹٫۱۹ کیلومتر مربع مساحت و ۲٬۱۸۴ نفر جمعیت دارد و ۳۸۷ متر بالاتر از سطح دریا واقع شده‌است.